# Peter Bergen

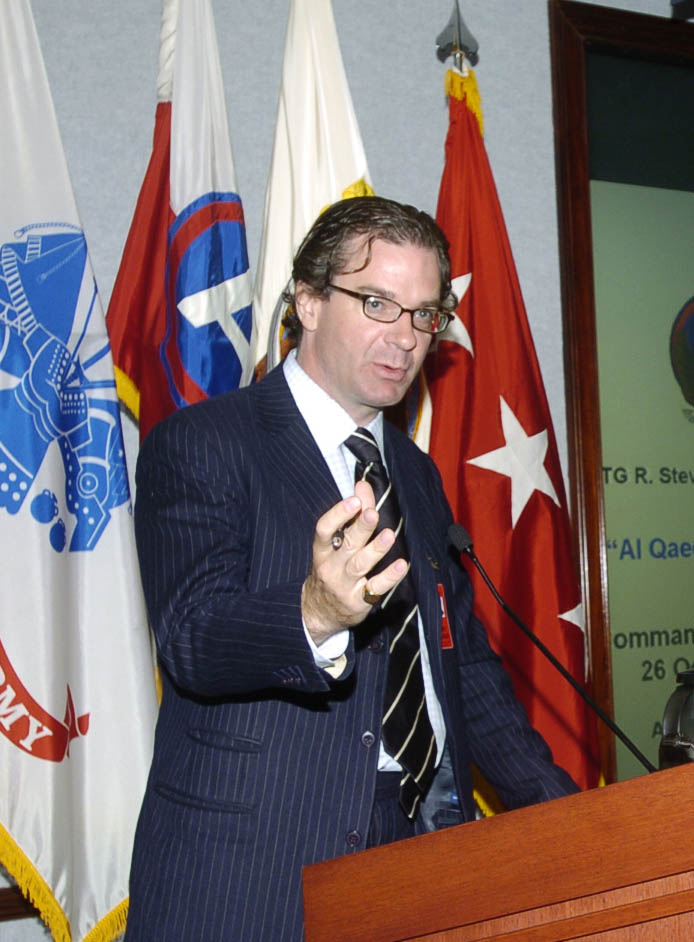
Peter Bergen (2007)

Peter L. Bergen (* 12. Dezember 1962 in Minneapolis) ist ein britisch-US-amerikanischer Journalist.
Bergen arbeitet als Terrorismusexperte bei CNN. 1997 war er einer der ersten westlichen Journalisten, der Osama bin Laden interviewte. 2001 schrieb er Heiliger Krieg Inc., 2006 The Osama bin Laden I Know: An Oral History of al Qaeda's Leader, in dem er Bekannte Bin Ladens über ihn erzählen lässt.
Außerdem ist er regelmäßig für Vanity Fair und The New Republic tätig.

## Hintergrund
Peter Bergen wurde in Minneapolis geboren und wuchs in London auf. Im Jahre 1984 erhielt er an der University of Oxford den M. A. in Modern History.

## Karriere
In seinem journalistischen Leben arbeitete Bergen zuerst für den amerikanischen Sender ABC, anschließend für CNN.
Im August 2006 wurde auf CNN ein Artikel Bergens über die CIA-Bin Laden-Verbindung veröffentlicht.
Von 2003 bis 2007 war Bergen apl. Professor an der Paul H. Nitze School of Advanced International Studies der Johns Hopkins University; 2008 war er Dozent an der Kennedy School of Government der Harvard University.
Aktuell ist Bergen Vizepräsident bei der Denkfabrik New America. Außerdem ist er Fellow am Center on Law and Security der New York University School of Law.

## Preise und Auszeichnungen
Er erhielt zahlreiche Auszeichnungen für seine journalistische Arbeit, unter anderem den Edward R. Murrow Award der Radio-Television Digital News Association im Jahre 1994.

## Veröffentlichungen
Bergen ist der Co-Autor einer Studie, die am 20. Juli 2009,  mit dem Titel Guantanamo: Who Really 'Returned to the Battlefield'? erschien.
2011 erschien The Longest War über das US-amerikanische Engagement in Afghanistan. Auf Deutsch sind erschienen:
- Heiliger Krieg Inc. Osama bin Ladens Terrornetz. Siedler, Berlin 2001, ISBN 3-88680-752-5 (englisch: Holy War, Inc. Übersetzt von Friedrich Griese).
- Die Jagd auf Osama bin Laden: Eine Enthüllungsgeschichte. Deutsche Verlags-Anstalt, München 2012, ISBN 978-3-421-04551-5 (englisch: Manhunt. Übersetzt von Helmut Dierlamm und weitere).[7]
- United States of Jihad: Investigating America's Homegrown Terrorists. New York, NY: Crown Publishing Group, 2016.

In Englisch sind zudem erschienen:
- The Rise and Fall of Osama bin Laden. Simon & Schuster, New York 2021, ISBN 978-1-9821-7052-3.
- Trump and His Generals: The Cost of Chaos. Penguin, New York 2022, ISBN 978-0-525-52243-0.

Als Herausgeber:
- mit Daniel Rothenberg (Hrsg.): Drone Wars: Transforming Conflict, Law, and Policy. Cambridge University Press, Cambridge 2014, ISBN 978-1-107-02556-1.